# يعقوب هايدتمان
يعقوب هايدتمان (بالألمانية: Jacob Heidtmann)‏ (مواليد 6 نوفمبر 1994) هو سبّاح ألماني، مثّل بلاده في الألعاب الأولمبية الصيفية 2016 و2020.

## روابط خارجية
يعقوب هايدتمان على موقع الاتحاد الدولي للسباحة (الإنجليزية)
- يعقوب هايدتمان على موقع SwimRankings.net (الإنجليزية)
- يعقوب هايدتمان على موقع اللجنة الأولمبية الدولية (الإنجليزية)
- يعقوب هايدتمان على موقع أوليمبيديا (الإنجليزية)
- يعقوب هايدتمان على موقع اللجنة الأولمبية الألمانية (الألمانية)